# Kantongerecht Bergum
Het kantongerecht Bergum was van 1838 tot 1934 een van de kantongerechten in Nederland. Bergum was bij de oprichting het vijfde kanton van het arrondissement Leeuwarden. Het gerecht heeft nooit een eigen gebouw gehad. Het was een tijdlang gevestigd in een zaal boven een café. Daarna maakte het gerecht gebruik van ruimtes in het grietenijhuis van de grietenij Tietjerksteradeel,

## Het kanton
Kantons werden in Nederland ingevoerd in de Franse tijd. In ieder kanton zetelde een vrederechter. In 1838 werd de vrederechter opgevolgd door de kantonrechter. Bij die operatie werd het aantal kantons aanzienlijk ingekrompen. Het oude kanton Bergum werd samengevoegd met het grootste deel van het kanton Buitenpost. Het nieuwe kanton Bergum omvatte in 1838 de gemeenten Tietjerksteradeel en Achtkarspelen.